# Gessius helvus
Gessius helvus är en insektsart som beskrevs av Schmidt 1920. Gessius helvus ingår i släktet Gessius och familjen dvärgstritar. Inga underarter finns listade i Catalogue of Life.